# 大川修平
大川 修平（おおかわ しゅうへい、1940年4月29日 - 2019年12月12日）は、日本の牧師、神学者である。

## 経歴
単立高知ペンテコステ教会主任牧師を務めた。高知ペンテコステ教会を開拓伝道から建て上げた。
京都大学文学部英米文学科および同大学院修士課程修了。1960年の安保闘争の後、京都福音教会に導かれ受洗する。
京都市内の公立高等学校で英語教師および高知大学助教授を経て牧師職に専念。元日本ユナイテッド・ペンテコステ教団宣教部長および会計を歴任。
ただし、ワンネス派の教えを否定し、三位一体の教理を受け入れている。
フルゴスペル神学大学院およびアジア教会成長神学院の教授および講師を歴任。
ルーマニア、オーストリア、ハンガリー、イタリア、ギリシャ、クレタ島、ケニア、インド、フィリピン、大韓民国、米国で宣教活動をする。

## 年譜
- 1940年 愛媛県伊予郡松前町で生まれる
- 1960年
  - 10月 京都福音教会に導かれる
  - 11月 洗礼を受ける
- 1970年4月
  - 開拓伝道を始め高知福音教会を設立
  - 4月29日 中村明子と結婚
- 1975年 高知大学の職を辞し牧師職に専念
- 1982年 単立高知ペンテコステ教会と改名する。
- 1983年 「四国ホーリーランド・プラン」を提唱し、四国の教会と協力し伝道に励み、数々の教会を支援
- 1992年 四国カルストに「四国リバイバル祈祷院」を建設
- 2006年
  - 旧会堂の礼拝人数増加のため狭さを感じ会堂建設をする
  - 9月18日 新会堂献堂式をする
- 2019年12月12日 朝5時45分、原発性胆汁性肝硬変のため死去。享年79歳

## 著書
- 『ペンテコステ神学』ISBN 4872072405
- 『聖書的リーダーシップと日本文化』ISBN 4872072146
- 『ユダヤ教の教え』
- 『聖書解釈の原理』

## 訳書
- 『真理の解明』
- 『旧約聖書の教え』
- 『新約聖書の教え』